# Vermicella annulata
Vermicella annulata är en ormart som beskrevs av Gray 1841. Vermicella annulata ingår i släktet Vermicella och familjen havsormar. Inga underarter finns listade i Catalogue of Life.
Arten förekommer i Australien med undantag av Western Australia och Tasmanien. Honor lägger ägg.